# Мартынов, Владлен Аркадьевич
Владле́н Арка́дьевич Марты́нов (14 декабря 1929, Саратов — 17 марта 2008, Москва) — советский и российский экономист, член-корреспондент АН СССР (1987), академик РАН (1994).

## Биография
Окончил экономический факультет Ленинградского государственного университета (1952). Преподавал в Ленинградском инженерно-экономическом институте (1955—1957). Являлся директором Института мировой экономики и международных отношений (ИМЭМО) РАН (1989—2000), заведовал кафедрой политэкономических проблем современного капитализма экономического факультета (1989–2008).
23 декабря 1987 года избран членом-корреспондентом АН СССР (по отделению экономики). 31 марта 1994 года избран академиком РАН (по отделению проблем мировой экономики и международных отношений).
Член ЦК КПСС (1990—1991). Лауреат Государственной премии СССР (1977). Член Европейской академии наук, искусств и литературы.
Похоронен на Троекуровском кладбище в Москве.

## Основные произведения
- Мир на рубеже тысячелетий (прогноз развития мировой экономики до 2015 г.) / Руководители авторского коллектива: В. А. Мартынов, А. А. Дынкин. — М.: Издат. дом «Новый век», 2001. — 592 с. — ISBN 5-8235-0065-3.
- Переходная экономика: теоретические аспекты, российские проблемы, мировой опыт / Ред. В. А. Мартынов, В. С. Автономов, И. М. Осадчая. — М.: Экономика, 2005. — 720 с. — ISBN 5-28202332-6.

## Награды
- Орден «За заслуги перед Отечеством» IV степени — за заслуги перед государством, многолетний добросовестный труд и большой вклад в укрепление дружбы и сотрудничества между народами[4]
- Орден Октябрьской Революции
- Орден Трудового Красного Знамени